# 弯刀 (电影)
是一部2010年上映的美國動作片，為勞勃·羅里葛茲和伊森·曼尼奎斯執導。本片為勞勃·羅里葛茲的2007年電影《刑房》的假預告片延伸而出，並延續了《刑房》的B級片風格和一些素材。電影由丹尼·崔喬擔任主演，其他配角包括史蒂芬·席格、蜜雪兒·羅德里奎茲、勞勃·狄尼洛、切奇·馬林、琳賽·蘿涵、唐·強生、潔西卡·艾巴與傑夫·法漢。本片為史蒂芬·席格繼2002年電影《黑獄風雲》後的八年首部在戲院上映的電影。《絕煞刀鋒》由二十世紀福斯定於2010年9月3日在美國上映。續集《殺千刀重出江湖》於2013年10月11日推出。

## 剧情
故事围绕墨西哥人科尔特斯（丹尼·特乔）展开，讲述他在墨西哥和自己的兄弟们拯救那些被绑架的女孩子们的故事。

## 主演
- 丹尼·特乔 出演 殺千刀·柯特茲
- 罗伯特·德尼罗 出演 约翰
- 杰西卡·阿尔巴 出演 里维拉
- 米歇尔·罗德里格兹 出演 鲁兹
- 斯蒂芬·西格尔 出演 罗赫略特
- 林赛·罗韩 出演 布斯
- 唐·约翰逊 出演 杰克森
- 切奇·马林 出演 本尼西奥·德尔·托罗

## 票房
| 名字     | 发布日期  | 票房收入    | 票房收入    | 票房收入    | 票房排名 | 票房排名 | 预算        | 参考 |
| 名字     | 美国      | 美国        | 国际        | 全球        | 美国     | 全球     | 预算        | 参考 |
| -------- | --------- | ----------- | ----------- | ----------- | -------- | -------- | ----------- | ---- |
| 《弯刀》 | 2010年9月 | $26,593,646 | $17,499,670 | $44,093,316 | #2,179   | 不详     | $10,500,000 |      |

## 制作
该片的原型是《刑房》，导演是罗伯特·罗德里格兹，灵感是《恐怖星球》和《死亡证据》。
该片的续集《弯刀2》已经在2012年4月开机拍摄。同时开拍的还有《罪恶之城2》。
杰西卡·阿尔巴在该片中沐浴的镜头原本是穿了内衣和内裤的，因为她拒绝全裸，经过电脑特技，看上去是全裸。
该片参加2010年9月的第67届威尼斯电影节，导演罗伯特·罗德里格兹、丹尼·特乔和杰西卡·阿尔巴穿礼服出席。
该片中的限制级镜头已经删节。
该片于2010年8月25日在加利福尼亚州洛杉矶首映，导演罗伯特·罗德里格兹、丹尼·特乔和杰西卡·阿尔巴出席。
琳赛·罗韩在该片中化身为修女杀手。
该片中，杰西卡·阿尔巴将延续《罪恶之城》中的镜头，在车顶跳舞。

## 迴響
烂番茄根據195條評論，本片得到新鮮度70%，均分6.3／10，觀眾投票得到63%的分數，平均得分為3.5／5。在Metacritic上根據29條評論而獲得60分。